# Barbara Amiel
Pour les articles homonymes, voir Amiel.
Barbara Joan Estelle Amiel, Lady Black of Crossharbour (née à Watford, Hertfordshire (Royaume-Uni) le 4 décembre 1940) est une écrivaine et journaliste canado-britannique.

## Famille et études
Amiel naît au sein d'une famille juive en 1940. Ses parents divorcent alors qu'elle n'a que huit ans, après que son père a quitté sa mère pour une autre femme. Son père se suicide en 1956. Sa mère se remarie subséquemment et le couple déménage plus tard, amenant Barbara, sa sœur et ses deux demi-frères, à Hamilton (Ontario). Amère d'avoir été contrainte de quitter sa vie de classe moyenne en Angleterre, Amiel quitte la maison familiale à l'âge de 14 ans. Elle étudie plus tard la philosophie et l'anglais à l'Université de Toronto.

## Carrière en journalisme
Elle est longtemps chroniqueuse pour la revue Maclean's, et est vice-présidente de Hollinger Inc. Dans les années 1970, Amiel est journaliste pour la CBC et travaille également à son propre compte. Elle est ensuite chroniqueuse pour le Toronto Sun dans les années 1980 et 1990, occupant également le poste de rédactrice-en-chef du quotidien de 1983 à 1985 avant de retourner en Grande-Bretagne.
De 1986 à 1994 Amiel est chroniqueuse pour les quotidiens britanniques The Times et The Sunday Times. En 1994, elle fait le saut au Daily Telegraph de son mari Conrad Black. Elle obtient le Prix Edgar-Allan-Poe pour son travail de journaliste.
Les origines juives d'Amiel la poussent à dénoncer l'antisémitisme et l'anti-israélisme, critiquant notamment l'acceptation qui en est faite dans certains endroits. En décembre 2001, elle déclenche la controverse avec des commentaires dans The Spectator sur une remarque anti-Israël d'un diplomate français anonyme, qui l'aurait décrit comme « ce petit pays merdeux ». Toutefois, en 1992, elle devient notoire pour sa défense de David Irving, cet adepte de négationnisme historique qui nie l'holocauste ; elle défend également l(homme politique français d'extrême-droite Jean-Marie Le Pen.
En 2003, elle attaque les reportages de nouvelles de la BBC, les décrivant comme « une mauvaise farce » depuis des décennies. Amiel perd son emploi au Daily Telegraph en 2004 à la suite d'un conflit avec l'éditeur Martin Newland. En 2005, elle revient comme chroniqueuse au Maclean's à l'invitation de Kenneth Whyte.

## Vie privée
Barbara Amiel épouse Gary Smith en 1959. Elle n'a que 18 ans, et le mariage est de courte durée. Elle se marie une seconde fois avec son collègue journaliste George Jonas de 1974 à 1979. Elle est mariée une troisième fois à David Graham en 1984, mais ils divorcent en 1988. En juillet 1992, elle épouse le magnat de la presse et financier Conrad Black.